# هنري إل. بنسون
هنري إل. بنسون (بالإنجليزية: Henry L. Benson)‏ هو قاضي ومحامي وسياسي أمريكي، ولد في 6 يوليو 1854 بستوكتون في الولايات المتحدة، وتوفي في 16 أكتوبر 1921 في نفس البلد. حزبياً، نشط في الحزب الجمهوري. وقد انتخب المدعي العام ‏ وانتخب عضو مجلس نواب أوريغون.